# Turriaco
Turriaco (Turiàc in dialetto bisiaco e in friulano, Turjak in sloveno) è un comune italiano di 2 780 abitanti in Friuli-Venezia Giulia. Fa parte della Bisiacaria.

## Storia
Toponimo prediale, dal nome reso in forma latina con Turrius, Turius o Thorius + acus che designa appartenenza.
Non si può dire con certezza a quando risalga il primo nucleo abitato. Le tracce della presenza romana sono minime e riferibili soltanto a tombe per cremati, ubicate probabilmente nei pressi di qualche villa rustica (I secolo a.C. - II secolo a.C.) lungo la strada di campagna (a nord-ovest del centro).
Il toponimo potrebbe essere indicativo di una presenza paleoslava, infatti, secondo gli ultimi studi toponomastici, Turriaco sarebbe da annoverare tra i toponimi slavi con suffisso in -ak e deriverebbe dalla base tur = bisonte; il nome significherebbe dunque "terra dei bisonti".
Anche se il territorio era già abitato in precedenza (ritrovamenti dell'ottavo secolo a.C.), la prima comparsa del nome "Turriaco" si trova in un documento del 1224, dove il Patriarca Gregorio di Montelongo investe i suoi fidi nei fondi di Turriaco e altre località. Appartenuto al Patriarca di Aquileia fino al 1420, successivamente il paese passa sotto il dominio veneziano, precisamente ai conti Priuli. Turriaco, scarsamente difeso da Venezia, ha subito una prima invasione dei Turchi nel 1472, altre nel 1477 e 1478, l'ultima nel 1499. Nello stesso periodo la popolazione è segnata da epidemie, carestie e allagamenti causati dallo straripamento dell'Isonzo. Ulteriori perdite sono dovute all'occupazione germanica conseguente alla guerra tra Venezia e la Germania nel 1508. Fino alla convenzione di Verona del 2 gennaio 1520 tutta la zona subisce continui attacchi; con il concordato di Worms l'intero territorio del monfalconese passa nuovamente a Venezia. Nel 1617 i veneziani fanno costruire un ponte sull'Isonzo in prossimità di Turriaco, per far transitare i soldati alleati verso Monfalcone. Il ponte viene distrutto pochi anni dopo, sembra per rappresaglia, da un conte ed i suoi bravi banditi da Venezia. Alla fine del Seicento i conti Priuli danno inizio alla costruzione del palazzo ancora esistente.
Pur se isolato fisicamente dalla distruzione del ponte (esisteva però un traghetto, il cui pedaggio andava al conte Priuli), Turriaco segue le sorti di Venezia fino all'occupazione napoleonica nel marzo del 1797. Con il Trattato di Campoformido dell'ottobre 1797 tutto il territorio passa sotto la dominazione austriaca. Riconquistato da Napoleone nel 1805, passa nuovamente all'Austria nel 1807 (l'Isonzo segna il confine fino al mare). Dopo un periodo di pace, sugli abitanti si abbatte un'epidemia di colera nel 1836: da un voto fatto allora la popolazione va ogni anno in pellegrinaggio al Santuario della Madonna di Barbana la prima domenica di giugno, fino ai giorni nostri. Nel 1870 viene fondata la banda del paese, pioniera della Società Filarmonica di Turriaco tuttora esistente.
Gli eventi della prima guerra mondiale coinvolgono Turriaco. La popolazione, divisa tra filo-austriaci e filo-italiani, subisce deportazioni da entrambe le parti. Il 5 giugno 1915 entrano in paese le truppe italiane. Lungo tutta la zona corre la prima linea del fronte di guerra (sono ancora visibili resti di trincea). Villa Mangilli (ancora esistente) è il quartier generale di Cadorna ed ospita anche il re Vittorio Emanuele III, mentre la Villa Priuli funge da ospedale militare. Tra ritirate e bombardamenti Turriaco segue le vicende di guerra, integrandolo poi al Regno d'Italia il 4 novembre 1918.
Negli anni successivi il paese è impegnato nella ricostruzione, resa difficoltosa anche dalla povertà della popolazione, la cui economia, fondata sull'agricoltura, è provata da siccità e carestie.
Con l'inizio della seconda guerra mondiale nella maggior parte della popolazione turriachese si diffondono presto sentimenti antifascisti. Numerosi bombardamenti in zona, dovuti alla vicinanza con punti strategici come i ponti ferroviari sull'Isonzo e i Cantieri di Monfalcone, portano ad una devastazione ancora più grande che nella precedente guerra. La popolazione infatti subisce pesanti perdite tra i morti in combattimento, su diversi fronti, e i morti in campi di concentramento.
Subito dopo la Liberazione a Turriaco si accampano truppe inglesi, con il comando presso le ville Priuli (Fonda) e Mangilli, e reparti di neozelandesi e brasiliani, nella zona che da allora viene detta "el Brasil". Successivamente arrivano truppe jugoslave. Per diversi anni tutta la zona viene disputata tra l'Italia e la Jugoslavia, con gli abitanti divisi tra favorevoli o contrari ad un caso o all'altro, con la conclusione il 15 settembre 1947, con il trattato di pace firmato a Parigi, che assegna il paese all'amministrazione italiana.

### Simboli
Lo stemma è stato concesso con DPR del 1º ottobre 1951. Vi è raffigurata, in campo di cielo, una torre merlata alla guelfa, accompagnata da due alberi e fondata su una campagna attraversata, dalla base della torre alla punta dello scudo, da un corso d’acqua.
Il gonfalone in uso è un drappo partito di bianco e di azzurro.

## Monumenti e luoghi d'interesse

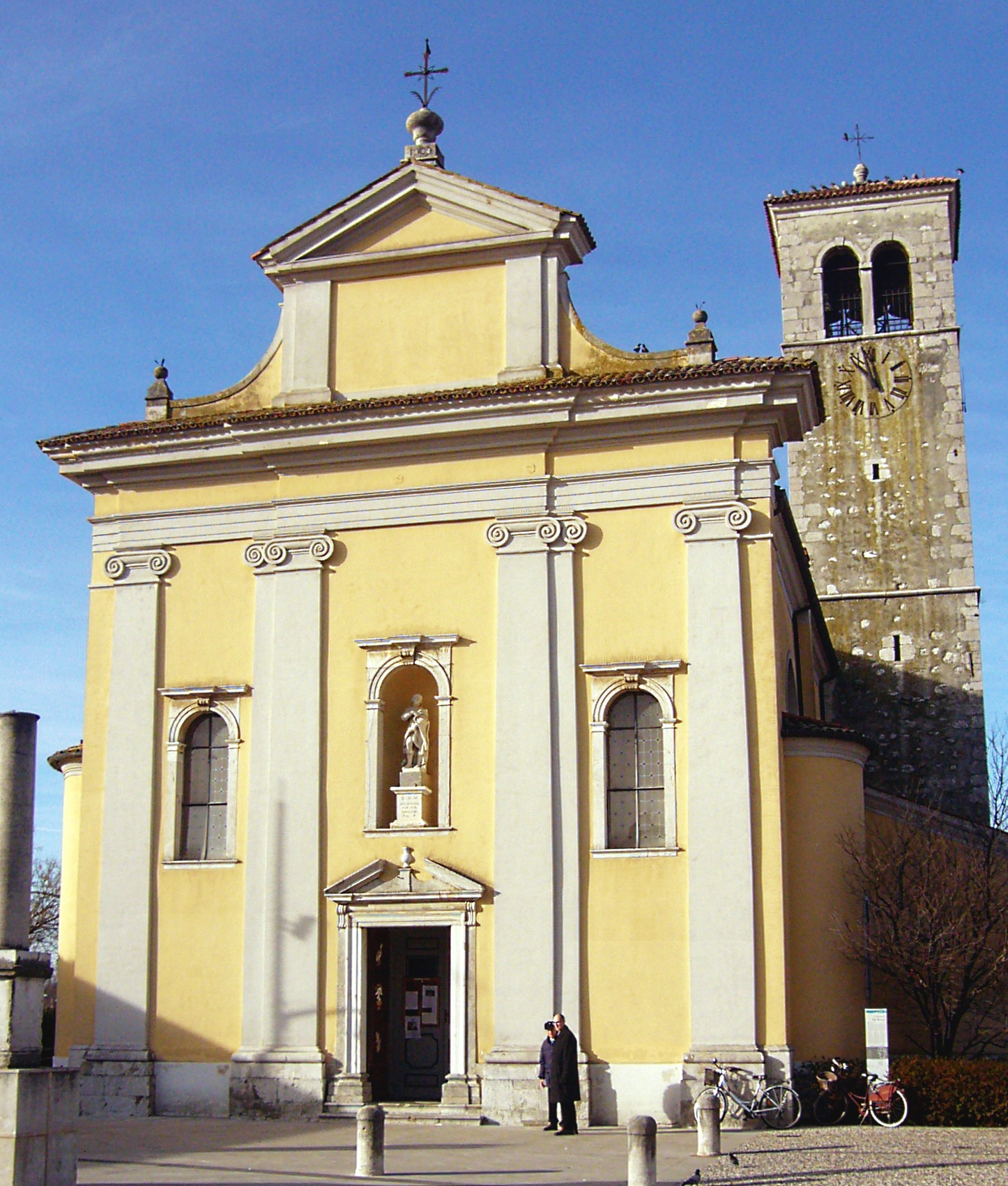
La chiesa parrocchiale di San Rocco

Degna di menzione la settecentesca parrocchiale di San Rocco, con il soffitto affrescato da Matteo Furlanetto nei primi anni del XIX secolo e un pregevole altare in stile tardo barocco, databile attorno alla metà degli anni settanta del Settecento. Prospiciente la chiesa sorge Villa Tiberio Priuli, eretta in età barocca (XVII secolo).
Nelle immediate vicinanze di Turriaco, in località Cassegliano (comune di San Pier d'Isonzo), è ubicato un bell'edificio in stile neoclassico, il palazzo Prandi, circondato da un ampio parco.
Nell'ultimo decennio il sindaco di Turriaco, Enrico Bullian, ha fornito ai turriachesi un bellissimo luogo, il parco nazionale dell'Isonzo, dove fino a poco tempo fa si facevano molte attività di gruppo, oltre che i sentieri per il beneficio fisico.

## Società

### Evoluzione demografica
Abitanti censiti

### Lingue e dialetti
Oltre alla lingua italiana, nel territorio di Turriaco non sono riconosciute altre lingue ufficiali. Nel comune, accanto all'italiano, è parlato il dialetto bisiaco.